# Иван Лепичев
Иван Лепичев е български баскетболен треньор. 
Бил е старши треньор на:
Клубни женски отбори
1. Кремиковци: 1977 – 1982 г.
2. Левски Спартак: 1982 – 1987 г.
3. Стомана Перник: 1989 – 1991 г.купа България, 1995 – 96 г. ШАМПИОН
4. ДЗУ Стара Загора: 1991 – 92 г. – ШАМПИОН
5. Монтана: 1999 – 2001 г. – ШАМПИОН, купа БЪЛГАРИЯ
6. Академик-Тест Пловдив 2002 – 2003 г.
7. Рилски спортист: 2006 – 2016 г.
8. Лукойл Нефтохимик: пролет 2009 г. (временен заместник), 2016 -

Клубни мъжки отбори
1. Рилски спортист дублиращ (младежки) отбор: 2009 г.

Национални отбори на България
ЖЕНИ
1. ОИ 1988 г., Сеул – 5-о място
2. ЕП 1989 г., Варна – 3-то място
3. СП 1990 г., Малайзия – 8-о място
4. Игри на добра воля 1990 г., Сиатъл – 3-то място
5. ЕП 1991 г., Израел – 4-то място

ЖЕНИ до 20 г.
1. ЕП 2008, Италия – 14-о място

ДЕВОЙКИ
1. ЕП 1982 г., Финландия – 4-то място
2. ЕП 1987 г., Полша – 4-то място
3. Балканско първенство 1982 г. – ШАМПИОН
4. Балкански първенство 1987 г. – ШАМПИОН

Помощник-треньор на:
(Национални отбори на България)
ЖЕНИ
1. СП 1983 г., Бразилия – 6-о място
2. ЕП 1983 г., Унгария – 2-ро място
3. Т-р „ДРУЖБА“ 1984 г., Москва – 2-ро място
4. Балканско първенство 1982 г., София – ШАМПИОН

(Национален отбор на Малайзия 1992-1995)